# 国分象太郎

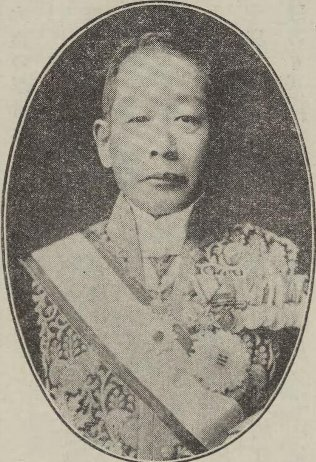
国分象太郎

国分 象太郎（こくぶ しょうたろう、文久2年8月5日（1862年8月29日） - 大正10年（1921年）9月7日）は、日本の外交官、朝鮮総督府官僚。

## 経歴
長崎県出身。1882年（明治15年）、朝鮮公使館医院通弁として出仕し、朝鮮公使館二等通訳官、同一等通訳官、同三等書記官、同二等書記官、アメリカ合衆国二等書記官を歴任した。その後、統監府書記官に転じ、統監秘書官を兼ねた。1910年（明治43年）、朝鮮総督府が設置されると人事局長となり、中枢院書記官長を兼ねた。1915年（大正4年）、李王職書記官に転じ、1917年（大正6年）に李王職次官に昇進した。

## 栄典・授章・授賞
位階
- 1898年（明治31年）3月30日 - 正七位[10]

勲章等
- 1902年（明治35年）12月28日 - 勲五等瑞宝章[11]
- 1909年（明治42年）4月18日 - 皇太子渡韓記念章[12]
- 1911年（明治44年）6月13日 - 勲二等旭日重光章[13]
- 1921年（大正10年）6月27日 - 勲一等瑞宝章[14]

外国勲章佩用允許
- 1908年（明治41年）5月19日 - 大韓帝国：韓国皇帝陛下即位礼式記念章[15]